# Квентин Тарантино
Квентин Џером Тарантино (енгл. Quentin Jerome Tarantino, IPA: ; Ноксвил, 27. март 1963) амерички је филмски режисер, сценариста и глумац.
Велику популарност је стекао почетком 90-их година када је, након што је створио успешну каријеру писца и сценаристе, почео и да режира. Тарантинов рад је био предмет контроверзи, као што су прикази насиља, често укључивање расних увреда и наводни немар у погледу безбедности у његовом руковању каскадерским сценама у Kill Bill: Volume 2.

## Детињство
Тарантино је рођен у Ноксвилу, у Тенесију, као син медицинске сестре Кони Заступил и глумца и аматерског музичара из Квинса, у Њујорку, Тонија Тарантина, који је напустио породицу пре рођења сина. Тони Тарантино је био Американац пореклом из Италије, а Кони, Квентинова мајка, је имала чироканске индијанске крви. Делимично је добио име по Квинту Асперу, лику Берта Рејнолдса у ТВ серији Gunsmoke. Тарантинова мајка је упознала његовог оца током путовања у Лос Анђелес. Након кратког брака и развода, Кони је напустила Лос Анђелес и преселила се у Ноксвил, где су живели њени родитељи. Године 1966, Тарантино се вратио са својом мајком у Лос Анђелес.
Тарантинова мајка се удала за музичара Кертиса Застопила убрзо по доласку у Лос Анђелес, а породица се преселила у Торанс, град у области Саут Беј округа Лос Анђелеса. Застоупил је пратио Тарантина на бројним филмским пројекцијама, док му је мајка дозвољавала да гледа зрелије филмове, као што су Carnal Knowledge (1971) и Deliverance (1972). Након што се његова мајка развела од Застопила 1973. и добила погрешну дијагнозу Хочкиновог лимфома, Тарантино је послат да живи код бабе и деде у Тенесију. Тамо је остао мање од годину дана пре него што се вратио у Калифорнију.
Са 14 година, Тарантино је написао једно од својих најранијих дела, сценарио под називом Captain Peachfuzz and the Anchovy Bandit, заснован на филму Смоки и разбојник из 1977. Тарантино је касније открио да је његова мајка исмевала његове вештине писања када је био млађи, као резултат тога, заклео се да никада неће поделити своје богатство са њом. Као 15-годишњака, Тарантина је мајка казнила због крађе романа Елмора Леонарда The Switch из Кмарта. Било му је дозвољено само да присуствује Торанс Комјунити Театру, где је учествовао у представама као што су Два плус два чини секс и Ромео и Јулија. Исте године је напустио средњу школу Нарбон у Харбор Ситију у Лос Анђелесу.

## Каријера
Тарантинов први велики успех била је продаја сценарија под насловом „Права романса”, који је написао заједно са Роџером Ејваријем (Roger Avary), и по којем је снимљен филм са Патришом Аркет и Кристијаном Слејтером у главним улогама. Његов је и оригинални сценарио за „Рођене убице”, који је заправо део дужег сценарија из којега је потекао онај за „Праву романсу”, иако су га касније знатно изменили други писци.
Продаја „Праве романсе” (1993) побудила је занимање за његову надареност. Упознао је Лоренса Бендера на једној од холивудских забава, и Бендер је подстакао Тарантина да напише сценарио за филм. Резултат је био „Улични пси”. Редитељ Монти Хелман прочитао је сценарио и помогао да се обезбеде средства компаније „Лајв ентертејнмент”, као и Тарантинов редитељски хонорар. Пун стила, овај духовит и крвљу натопљен пљачкашки филм усмерио је све његове касније радове. Затим је уследио филм „Петпарачке приче”, добитник „Златне палме” на Филмском фестивалу у Кану 1994. године. Био је то филм са замршеним заплетом и подједнако бруталним хумором, док је његов нелинеаран начин приче утицао на значајан пораст популарности тог стила. Многе улоге из „Петпарачких прича” критичари су одушевљено поздравили, а улога Џона Траволте забележена је као поновно оживљавање његове каријере.
Тарантинов следећи филм био је „Џеки Браун” из 1997. године, као адаптација романа Елмора Леонарда, његовог ментора. У овоме остварењу направљеном као посвета тзв. „црначким” (blaxploitation) филмовима глумила је Пем Грир, глумица која се појавила у многим филмовима тог жанра седамдесетих година двадесетог века.
Године 1998. Тарантино се посветио бродвејској позорници, где је глумио у представи „Чекај док се смрачи” (Wait Until Dark).
У то је време планирао снимити ратни филм „Проклетници”, који је одложио да би написао и режирао „Убити Била”, филм освете високог стила у духу кинеске кинематографије и јапанске филмске традиције. Овај филм почива на лику младе пред удају и заплету који су он и јунакиња филма „Убити Била” Ума Турман развили за време стварања „Петпарачких прича”.
Тарантино је такође глумио у првој сезони ТВ серије „Лажно име” (Alias) као бивши агент измишљене терористичке организације, који покушава преузети канцеларије своје групе да би украо вредан предмет смештен у трезору. Касније се поново појављује у серији као један од вођа нове терористичке организације.
Године 2004, Тарантино се поновно враћа у Кан, овај пут као председник жирија. „Убити Била” није био у конкуренцији, али је приказан на завршној вечери у оригиналној верзији која траје више од три сата.
Он је током 2022. у строгој тајности развијао свој десети и последњи дугометражни играни филм.

## Стил
Тарантинови филмови познати су по оштрим дијалозима, нескривеном насиљу, фрагментарној хронологији и опсесији поп културом. Ту су и измишљене робне марке, као што су цигарете „Red Apple” и хамбургери „Big Kahuna” из „Петпарачких прича” које се појављују и у другим филмовима, укључујући „Четири собе”, „Од сумрака до свитања”, „Убити Била” идр.
Готово као и његови филмови, популарна је и његова лична појава у лику брбљивога штребера који у стопу прати најновије трендове и поседује енциклопедијско знање како популарног, тако и уметничког филма.

## Филмографија

### Сценариста
| Год.  | Назив                         | Орг. назив | Напомена |
| ----- | ----------------------------- | ---------- | -------- |
| 1993. | Права романса                 |            |          |
| 1994. | Рођене убице                  |            |          |
| 1996. | Од сумрака до свитања         |            |          |
| 2026. | The Adventures of Cliff Booth |            |          |

### Глумац
| Улоге Квентина Тарантина |                                 |               |                         |          |
| Година                   | Српски назив                    | Изворни назив | Улога                   | Напомена |
| 1987.                    | Рођендан мог најбољег пријатеља |               | Кларенс Пул             |          |
| 1992.                    | Улични пси                      |               | господин Смеђи          |          |
| 1994.                    | Петпарачке приче                |               | Џими Димик              |          |
| 1994.                    | Спавај са мном                  |               | Сид                     |          |
| 1995.                    |                                 |               | Џони Дестини            |          |
| 1995.                    | Четири собе                     |               | Честер                  |          |
| 1995.                    | Десперадо                       |               | достављач               |          |
| 1996.                    | Од сумрака до свитања           |               | Ричард Геко             |          |
| 1996.                    |                                 |               | Кју Ти                  |          |
| 2000.                    | Мали Ники                       |               | проповедник             |          |
| 2001.                    | Алијас                          |               | Макенас Кол             |          |
| 2007.                    | Грајндхаус                      | (2007)        | власник кафеа/силоватељ |          |
| 2007.                    |                                 | (2007)        | Ринго                   |          |